# Retour d'équerre

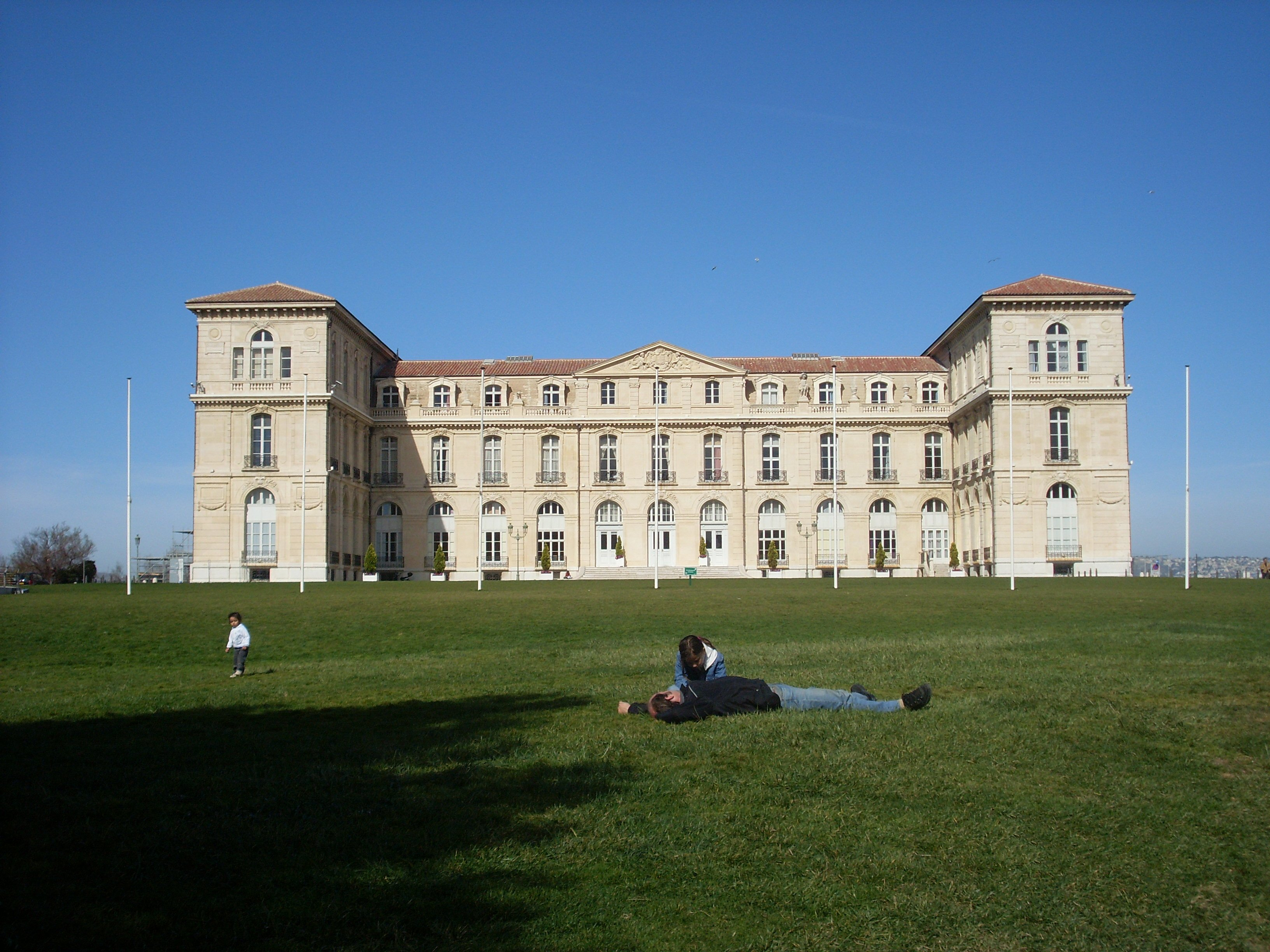
Corps principal et ailes en retour d'équerre du palais du Pharo de Marseille.

Le retour d'équerre est un angle droit. Il s'agit d'une surface perpendiculaire à une autre.